# Bildungsanstalt für Elementarpädagogik
Eine Bildungsanstalt für Elementarpädagogik (BAfEP), bis August 2016 Bildungsanstalt für Kindergartenpädagogik (BAKIP oder KGP) genannt, ist eine Einrichtung zur Vermittlung von Kindergarten-, Hort- und Früherziehungspädagogik und Teil des berufsbildenden Schulwesens (BMHS) bzw. Lehrer- und Erzieherbildenden Schulwesens (LBS) in Österreich. 
Die fünfjährige Ausbildung beginnt in der neunten Schulstufe und schließt mit einer Reife- und Diplomprüfung (Matura) ab. Für Inhaber einer Reifeprüfung kann die Ausbildung als viersemestriges Kolleg absolviert werden. Es gibt auch ein Kolleg für Berufstätige, das sechs Semester dauert. An mehreren BAfEPs werden, als weiterführende Ausbildung, Lehrgänge für Integrative Pädagogik und Frühförderung angeboten.

## Umbenennung 2016
Die Umbenennung zu Bildungsanstalt für Elementarpädagogik trat mit 1. September 2016, aufgrund des Schulrechtsänderungsgesetzes (BGBl. I/Nr. 56) vom 11. Juli 2016, in Kraft. Die Zusatzausbildung Früherziehung ist seit dem fixer Bestandteil des Lehrplans für alle Schülerinnen und Schüler einer BAfEP.

## Unterscheidung der Berufszweige
- Früherziehungspädagoge: Kinder unter 3 Jahre
- Kindergartenpädagoge: Kinder von 3 bis 6 Jahre bzw. Schuleintritt
- Hortpädagoge: Nachmittagsbetreuung nach der Schule bzw. in den Ferien, Kinder von 6 bis 18 Jahre

Zusätzlich gibt es Lehrgänge zur Ausbildung zum Sonderkindergartenpädagogen.

## Aufnahmevoraussetzungen und Aufnahmeprüfung
Vor dem Besuch einer BAfEP muss eine Eignungsprüfung abgelegt werden. Diese umfasst die musikalische Eignung, Kreativität, körperliche Gewandtheit und Belastbarkeit, sowie die Kontakt- und Kommunikationsfähigkeit. Ein weiteres Kriterium zur Aufnahme ist die positive Absolvierung der 8. Schulstufe.

## Lehrplan
Der Lehrplan umfasst neben allgemeinbildenden Fächern wie Deutsch, Englisch, Mathematik, Religion, Geschichte, Geographie oder Chemie spezifische Fächer wie Pädagogik, Didaktik, praktische Ausbildung, Heil- und Sonderpädagogik, Fächer zur Ernährungserziehung und Fächer des musisch-kreativen Bereichs (Textiles Gestalten, Bildnerische Erziehung, Werkerziehung, Musik, Instrumentalunterricht in zwei Instrumenten [Gitarre und Flöte]), sowie rhythmisch-musikalische Erziehung und Bewegungserziehung.
Manche Schulen bieten ihren Schülern die Möglichkeit, im schulischen Rahmen Zertifikate für den Helferschein im Schwimmen, den Eislaufschein oder für Erste Hilfe zu erlangen.

## Standorte
BAfEPs gibt es in allen österreichischen Bundesländern. Die meisten der 34 Einrichtungen werden vom Bund unterhalten, mehrere sind katholische Privatschulen:
- Burgenland: BAfEP Oberwart
- Kärnten: BAfEP Kärnten (Klagenfurt, Villach)
- Niederösterreich: BAfEP der Kongregation der Schulschwestern des 3. Ordens des Hl. Franz von Assisi Amstetten, BAfEP Mistelbach, BAfEP Sacré Coeur Pressbaum, BAfEP St. Pölten, BAfEP Wiener Neustadt, BAfEP Sta. Christiana Frohsdorf[7]
- Oberösterreich: BAfEP Don Bosco Vöcklabruck, BAfEP Linz, BAfEP der Kreuzschwestern Linz, BAfEP Ried, BAfEP Steyr
- Salzburg: BAfEP Franziskanerinnen Salzburg, BAfEP Bischofshofen
- Steiermark: BAfEP Graz, BAfEP Hartberg, BAfEP Bruck an der Mur, BAfEP Judenburg, BAfEP Liezen, BAfEP Mureck
- Tirol: BAfEP Innsbruck, BAfEP Barmherzige Schwestern Innsbruck, BAfEP-Barmherzige Schwestern Zams
- Vorarlberg: Institut St. Josef: BAfEP – Barmherzige Schwestern Feldkirch
- Wien: BAfEP Mater Salvatoris, BAfEP8, BAfEP10, BAfEP Maria Regina[6], BAfEP De La Salle[8], bafep21 (Stadt Wien)